# Hedgpethia atlantica
Hedgpethia atlantica is een zeespin uit de familie Colossendeidae. De soort behoort tot het geslacht Hedgpethia. Hedgpethia atlantica werd in 1970 voor het eerst wetenschappelijk beschreven door Stock. 